# Головне — кохати
«Головне — кохати» (фр. L'important c'est d'aimer) — фільм Анджея Жулавського з Ромі Шнайдер. Екранізація роману «Американська ніч» (La Nuit américaine) Кристофера Франка.
Ромі Шнайдер отримала премію «Сезар» за найкращу жіночу роль в 1976 році за роль у цьому фільмі.

## Сюжет
Фотограф Серве (Фабіо Тесті), який працює в порноіндустрії, зустрічає на знімальному майданчику акторку Надін (Ромі Шнайдер), кар'єра якої склалась невдало. Серве закохується в неї, не зупиняючись перед тим, що вона одружена. Він позичає велику суму грошей у мафії і купує для неї роль у новій авангардній п'єсі «Річард ІІІ» В. Шекспіра. Режисер вистави (Гі Мерес) перебуває у творчій кризі, а вистава отримує розгромну рецензію.
Чоловік Надін (Жак Дютрон) уже давно втратив смак життя. Усвідомлюючи, що в любовному трикутнику він опинився в ролі третього зайвого, він вкорочує собі віку.
Серве наважується порвати зі світом порноіндустрії. За це його жорстоко б'ють за наказом колишнього роботодавця. Надін залишається з Серве.

## У ролях
| Актор           | Роль              |
| --------------- | ----------------- |
| Ромі Шнайдер    | Надін Шевальє     |
| Фабіо Тесті     | Серве Мон         |
| Жак Дютрон      | Жак Шевальє       |
| Клод Дофен      | Мазеллі           |
| Роже Блен       | Батько Серве      |
| Габріель Дульсе | Мадам Мазеллі     |
| Мішель Робен    | Рамон Лапад       |
| Гі Мерес        | Лоран Мессала     |
| Клаус Кінскі    | Карл-Гайнц Ціммер |

## Нагороди
- 1976 — Кінопремія «Сезар» за найкращу жіночу роль — Ромі Шнайдер
- 1976 — номінація на Найкращий монтаж — Christiane Lack[fr]
- 1976 — номінація на премію «Сезар» за найкращі декорації — Жан-П'єр Кою-Свелко